# Mare de Déu de Palau
La Mare de Déu de Palau és una església romànica del veïnat de Palau (municipi de Sant Llorenç de la Muga, Alt Empordà) protegida com a bé cultural d'interès local.
L'església de Palau és d'una sola  nau amb absis semicircular. La nau està coberta amb volta apuntada seguida, l'arc triomfal també és apuntat, mentre que la coberta del presbiteri és ametllada. La façana principal s'obre en el mur meridional i presenta un portal amb dos arcs de mig punt en degradació, sense llinda ni timpà. La porta està aixoplugada per un guardapols de motllura en quart de cercle. La façana occidental té una finestra de doble esqueixada i punt rodó, a sobre de la qual s'alça el campanar, que és de cadireta amb tres pilastres i dos arcs de quart de cercle. Una altra finestra s'obre a la façana de ponent i al mur sud hi ha dues grans finestres i una de petita. Sobre la façana de ponent s'aixeca un campanar d'espadanya, amb tres pilastres i dos arcs de quart de cercle. En tot l'edifici l'aparell és de carreus ben escairats formant filades ben rectes.
En el presbiteri hi ha un retaule de fusta del segle xix.

## Història
El rei Carles II el Calb, l'any 878, al·ludeix al lloc anomenat ipsum Palatium, possessió del monestir de Sant Pere d'Albanyà, i en l'acta de consagració de l'església de Sant Pere d'Albanyà, l'any 957, es torna a anomenar. El 972 es comença a citar com a lloc de Sant Llorenç de la Muga. La capella sancte Marie de Palacio figura en les relacions per recaptar la dècima dels anys 1279 i 1280. A finals del segle xiv és una de les capelles no parroquials que tenien un sacerdot encarregat, que havia d'accedir als sínodes diocesans. En aquesta església s'hi feia una festa el dia 8 de setembre i s'hi beneïa el terme el dilluns de Pasqua.